# Johann Georg Rudolphi

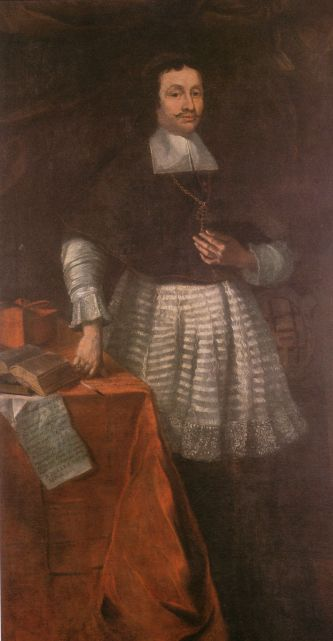
Johann Georg Rudolphis Gemälde von Fürstbischof Ferdinand II. anlässlich der Stiftung des Franziskanerklosters in Paderborn 1672

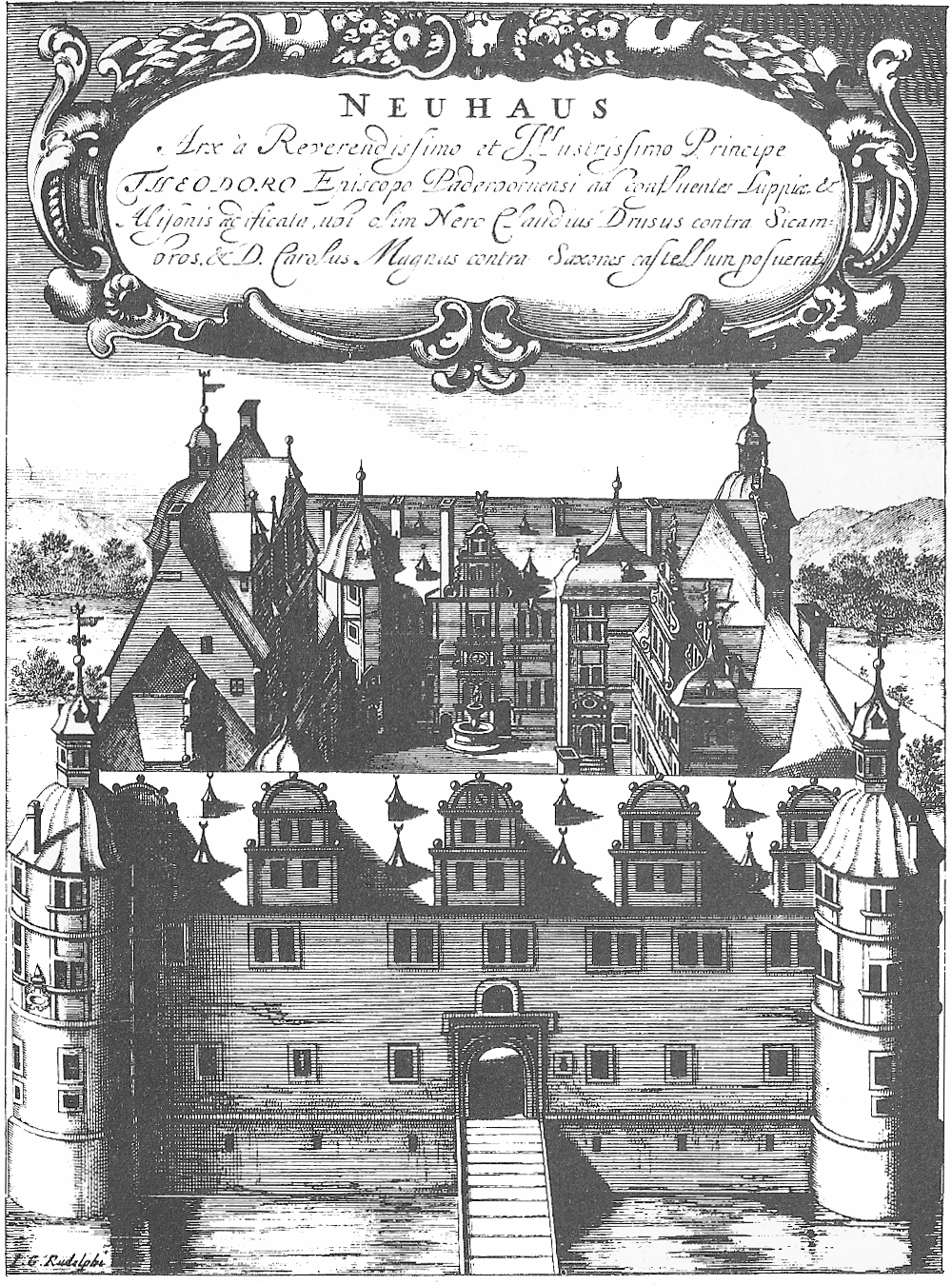
Fürstbischöfliches Rudolphis Darstellung des Schlosses zu Neuhaus bei Paderborn in Ferdinands „Monumenta Paderbornensia“

Johann Georg Rudolphi (* 1633 in Brakel, Kreis Höxter; † 30. April 1693 ebenda) war ein bedeutender Maler des  Hochstifts Paderborn.

## Leben
Rudolphi wurde als zweiter Sohn des gleichnamigen Geografen und dessen Ehefrau Kiliana von Brabeck um das Jahr 1633 in Brakel geboren. Sein bereits 1507 erbautes  Geburtshaus stand auf dem Platz des heutigen Hauses Am Thy 2. Es ist nicht auszuschließen, dass Rudolphi in seinem Geburtshaus auch künstlerisch gearbeitet hat.
Er besuchte das Jesuiten-Gymnasium Theodorianum in Paderborn und war schon 1649 an der dortigen Universität immatrikuliert. Unterlagen über den Abschluss seines Studiums 1652 sind nicht erhalten. Ebenso  fehlen über seine Ausbildung zum Maler und Zeichner sowie über seine Lehrer weitere Informationen. Möglicherweise holte sich Rudolphi von Anton Willemssens aus Antwerpen, einem Schüler Rubens’, Anregungen. Willemssens führte zusammen mit seinem Bruder Maler- und Bildhauerarbeiten am Paderborner Dom aus. Rudolphis erstes datiertes Werk stammt aus dem Jahr 1654, das letzte aus dem Jahr 1692. 
Unter dem bedeutendsten Paderborner Fürstbischofs des Barocks Ferdinand II. (1626–1683) konnte Rudolphi seine gesamte Schaffenskraft entfalten. Er erlangte im kleinen deutschen Territorium eine sehr große Bedeutung, insbesondere durch zahlreiche Altarbilder im Hochstift und dem angrenzenden Corvey, u. a. in Gehrden (1667), Corvey (1674–1677) und Brakel (1683). In Corvey entwarf er auch die von Johann Sasse ausgeführte barocke Innenausstattung und das Bildprogramm der Klosterkirche. In der Brakeler Pfarrkirche St. Michael malte er auf den einzigen in Nordrhein-Westfalen noch erhaltenen Orgelflügeltüren vier Gemälde, die in geöffnetem Zustand die Verkündigung Mariens und die Anbetung durch die Hirten (Geburt Christi) zeigen. In geschlossenem Zustand sieht man die vier Evangelisten.  
Rudolphi hinterließ auch großes druckgrafisches Werk. Das bedeutendste darunter sind die Vorlagen zu 28 Kupferstichen zur „Monumenta Paderbornensia“ von Ferdinand II. aus dem Jahr 1672.
Rudolphi starb am 30. April 1693 in Brakel und ist hier auch beigesetzt worden. Der Eintrag im Totenbuch der Pfarrei lautet übersetzt: „Am 30. April starb Herr Johann Georg Rudolphi, unverheiratet, ein ausgezeichneter Maler. Er stand in hohem Ansehen bei Fürsten und Adeligen.“